# Concots
Concots ist eine französische Gemeinde im Département Lot in der Region Okzitanien.   
Der 409 Einwohner (Stand 1. Januar 2022) zählende Ort liegt im Gebiet des Regionalen Naturparks Causses du Quercy. Durch Concots führt die Célé-Variante des französischen Jakobsweges Via Podiensis. Diese Variante ist als Fernwanderweg GR 651 gekennzeichnet.

## Geografie
Concots liegt am südwestlichen Rand des Zentralmassivs im Gebiet des regionalen Naturparks Causses du Quercy südlich des Lot.

Die nächste Stadt ist Cahors, welche man in westlicher Richtung über die D911 nach circa 25 Straßenkilometern erreicht. Die nächsten französischen Großstädte sind Toulouse (90 km) im Süden, Bordeaux (184 km) im Nordwesten und Montpellier (199 km) im Südosten.

## Bevölkerungsentwicklung
| Jahr                       | 1962 | 1968 | 1975 | 1982 | 1990 | 1999 | 2009 | 2018 |
| Einwohner                  | 330  | 324  | 343  | 360  | 331  | 372  | 413  | 421  |
| Quellen: Cassini und INSEE |      |      |      |      |      |      |      |      |

## Jakobsweg (Via Podiensis)
In Concots gibt es eine Pilgerherberge (französisch: Gîte d'étape), weitere Unterkünfte gibt es auf dem Weg Richtung Cahors, unter anderem in Vaylats, circa 500 Meter südlich des GR 65, in Mas de Vers, in Le Gascou, circa 500 Meter südlich des GR 65, in Laburgade, circa einen Kilometer nördlich des GR65. Die Célé-Variante (Fernwanderweg GR 651) führt weiter über die Causses du Quercy, um sich bei dem Weiler Bach, zwischen Limogne-en-Quercy und Varaire wieder mit dem GR 65 zu vereinigen und danach Cahors zu erreichen.  

Als Straßenverbindung führt die D 4911 nach Concots. Die alternative Straßenverbindung folgt nahe dem GR 65 über die D 26 und D 22 nach Cahors.